# نقش بيستون
نقش بيستون وأيضا (بيستون) ((بالفارسية: بیستون) لغة فارسية قديمة: بَگِستان, وهذا يعني «مكان الله») هو نقش متعدد اللغات يقع في جبل بيستون في محافظة كرمنشاه كوردستان إيران، بالقرب من مدينة كرمنشاه في غرب إيران. وكان حاسما في فك رموز النصوص المسمارية.
قام بتوثيق النقش دارا الأول في وقت ما بين تتويجه ملكا ل الإمبراطورية الفارسية في صيف عام 522 قبل الميلاد ووفاته في خريف عام 486 قبل الميلاد، والنقش يبدأ مع سيرة ذاتية مختصرة لداريوس، بما في ذلك أجداده والنسب. في وقت لاحق في النقش، يوفر داريوس سلسلة طويلة من الأحداث التي أعقبت مقتل قورش العظيم وقمبيز الثاني الذي كان قد خاض تسعة عشر معركة في فترة سنة واحدة (المنتهية في ديسمبر 521 قبل الميلاد) لاخماد التمرد المتعدد في جميع أنحاء الإمبراطورية الفارسية. النقش يظهر التفاصيل التي تسرد حالة التمرد، مما أسفر عن مقتل كورش الكبير وابنه قمبيز الثاني، وقد كانت مدبرة من قبل العديد من المحتالين وعلى رأسهم المتآمرين في مختلف المدن في جميع أنحاء الإمبراطورية، كل واحد منهم كان يدعى زورا دماءا ملكية خلال الاضطرابات بعد وفاة سايروس.
أعلن داريوس الكبير نفسه منتصرا في كل المعارك خلال فترة الاضطرابات، عازيا نجاحه إلى «نعمة أهورا مازدا».
ويتضمن النقش ثلاث نسخ من النص نفسه، كتبت بثلاثة لغات مختلفة كتابة مسمارية: الفارسية القديمة، اللغة العيلامية، واللغة البابلية (شكل في وقت لاحق من الأكدية). في الواقع، إذن، النقش هو بالكتابة المسمارية مثل ما يمثله حجر رشيد إلى اللغة الهيرغليفية المصرية: الوثيقة الأكثر أهمية في فك رموز نظم الكتابة النصية التي فقدت سابقا.

## التاريخ
بعد سقوط الأسرة الأخمينية التابعة للإمبراطورية الفارسية وخلفائها، وإهمال الكتابة المسمارية الفارسية القديمة، تم نسيان طبيعة النقش، وأصبحت التفسيرات الخيالية هي المنتشرة. لقرون، بدلاً من أن تُنسب إلى دارا الكبير، كان يُعتقد أنها من عهد كسرى الثاني من بلاد فارس - أحد آخر الملوك الساسانيين، الذين عاشوا أكثر من 1000 عام بعد زمن دارا الكبير.
ذكر النقش كتيسياس من كنيدوس، الذي لاحظ وجوده في وقت ما حوالي 400 قبل الميلاد وذكر بئر وحديقة أسفل النقش. وخلص بشكل غير صحيح إلى أن النقش قد خصص «من قبل الملكة سميراميس ملكة بابل لزيوس». يذكرها تاسيتس أيضًا ويتضمن وصفًا لبعض الآثار الثانوية المفقودة منذ زمن طويل في قاعدة الجرف، بما في ذلك مذبح «هرقل». ما تم استرداده منهم، بما في ذلك تمثال مكرس عام 148 قبل الميلاد، يتوافق مع وصف تاسيتس. يكتب ديودور الصقلي أيضًا عن «باجستانون» ويدعي أنه نقشه سميراميس.
بدأت أسطورة حول جبل بيستون، كما كتب عنها الشاعر والكاتب الفارسي أبو قاسم الفردوسي في كتابه الشاهنامه (كتاب الملوك) ج. 1000 م عن رجل يدعى فرهاد عاشق شيرين زوجة الملك كسري الثاني. تقول الأسطورة أن فرهاد، المنفي بسبب تجاوزه، كلف بمهمة قطع الجبل بحثًا عن الماء؛ إذا نجح فيعطى الإذن بالزواج من شيرين. بعد سنوات عديدة وإزالة نصف الجبل، وجد الماء، لكن كسري أخبره أن شيرين ماتت. جن جنونه، وألقى بفأسه أسفل التل، وقبل الأرض ومات. ورد في كتاب خسرو وشيرين أن فأسه كان مصنوعًا من شجرة رمان، وحيث ألقى بالفأس، نمت شجرة رمان بالفاكهة التي تشفي المرض. ولم تكن شيرين ميتة بحسب الرواية وحزنت على سماع النبأ.
في عام 1598، رأى الإنجليزي روبرت شيرلي النقش أثناء مهمة دبلوماسية إلى بلاد فارس نيابة عن النمسا، ولفت انتباه علماء أوروبا الغربية إليه. توصل حزبه خطأً إلى استنتاج مفاده أن أصله مسيحي. اعتقد الجنرال الفرنسي غاردان أنه يظهر «المسيح ورسله الإثني عشر»، واعتقد السير روبرت كير بورتر أنها تمثل قبائل إسرائيل المفقودة وشلمنصر الآشوري. في عام 1604، زار المستكشف الإيطالي بيترو ديلا فالي النقش وقام بعمل رسومات أولية للنصب التذكاري.

## جهود الترجمة

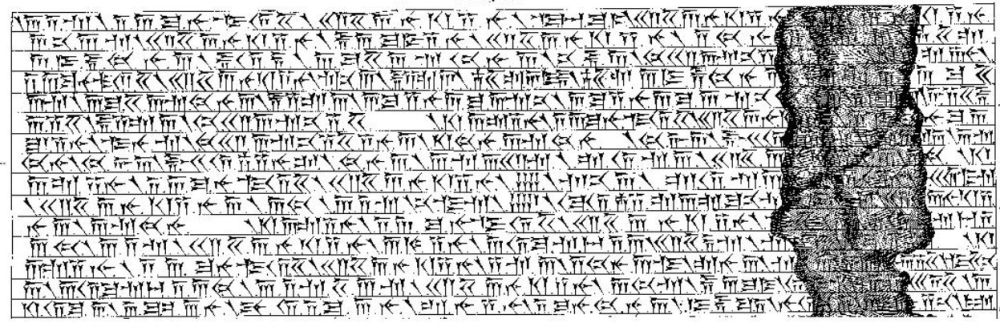
العمود 1 (DB I 1-15) ، رسم تخطيطي من قبل فريدريش فون شبيجل (1881).

زار المساح الألماني كارستن نيبور حوالي عام 1764 لصالح فريدريك الخامس من الدنمارك، ونشر نسخة من النقش في حساب رحلاته عام 1778. تم استخدام نسخ نيبور من قبل جورج فريدريك غروتفيند وآخرين في جهودهم لفك رموز الكتابة المسمارية الفارسية القديمة. قام غروتيفند بفك رموز عشرة من 37 رمزًا للفارسية القديمة بحلول عام 1802، بعد أن أدرك أنه على عكس النصوص المسمارية السامية، فإن النص الفارسي القديم أبجدي ويتم فصل كل كلمة برمز مائل عمودي.
تم نسخ النص الفارسي القديم وفك شفرته قبل استعادة ونسخ النقوش العيلامية والبابلية، والتي أثبتت أنها إستراتيجية جيدة لفك الرموز، حيث كان من السهل دراسة النص الفارسي القديم بسبب طبيعته الأبجدية ولأن لغته تطورت بشكل طبيعي عبر الفارسية الوسطى إلى اللهجات الفارسية الحديثة الحية، وكانت مرتبطة أيضًا بلغة أوستية، المستخدمة في كتاب الزرادشتية أبستاق.
في عام 1835، بدأ السير هنري رولينسون، الضابط في جيش شركة الهند الشرقية البريطانية المعين لقوات شاه إيران، بدراسة النقش بجدية. بما أن اسم مدينة بيسوتون قد تمت تسميته «بهيستون» في ذلك الوقت، فقد أصبح النصب يُعرف باسم «نقش بيستون». على الرغم من صعوبة الوصول إليها نسبيًا، تمكن رولينسون من تسلق الجرف بمساعدة صبي محلي ونسخ النقش الفارسي القديم. كان العيلاميون عبر هوة، وكان البابلي فوقها بأربعة أمتار. كلاهما كان بعيد المنال وتم تركهما لوقت لاحق.

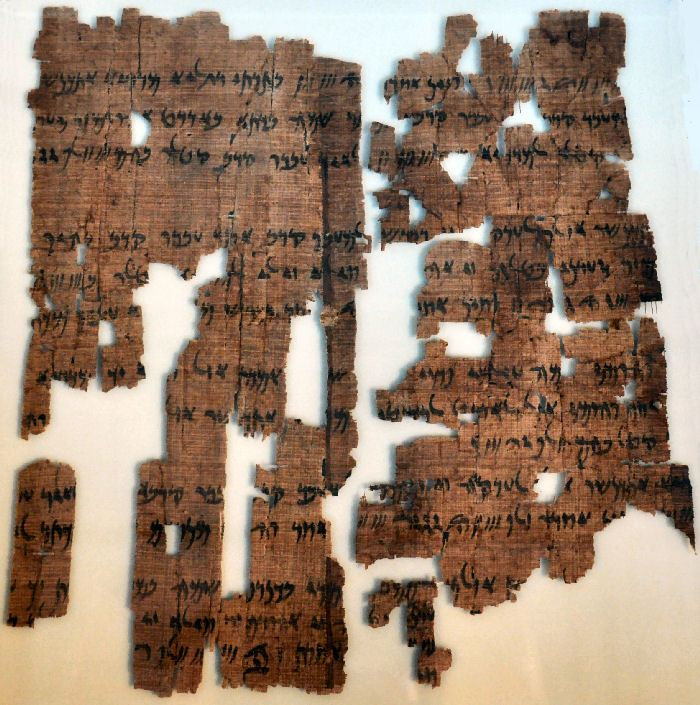
بردية مع ترجمة آرامية لنص نقش بيستون.

مع النص الفارسي، ومع توفير حوالي ثلث الكتابة المقطعية له من خلال عمل جورج فريدريش غروتيفند، بدأ رولينسون العمل على فك رموز النص. احتوى القسم الأول من هذا النص على قائمة بنفس الملوك الفارسيين الذين عُثِر عليهم في هيرودوت ولكن بأشكالهم الفارسية الأصلية على عكس الترجمات اليونانية لهيرودوت. من خلال مطابقة الأسماء والشخصيات، فك رولينسون نوع الكتابة المسمارية المستخدمة للفارسية القديمة بحلول عام 1838 وقدم نتائجه إلى الجمعية الملكية الآسيوية في لندن والجمعية الآسيوية الفرنسية في باريس.
في غضون ذلك، أمضى رولينسون جولة قصيرة في أفغانستان، وعاد إلى الموقع في عام 1843. هذه المرة عبر الهوة بين النصوص الفارسية والعيلامية من خلال سد الفجوة باستخدام الألواح الخشبية، وبالتالي نسخ النقش العيلامي. وجد صبيًا محليًا مغامرًا يتسلق صدعًا في الجرف ويعلق الحبال عبر الكتابة البابلية، بحيث يمكن أخذ قوالب الورق من النقوش. قام رولينسون، جنبًا إلى جنب مع العديد من العلماء الآخرين، وأبرزهم إدوارد هينكس، وجوليوس أوبيرت، وويليام هنري فوكس تالبوت، وإدوين نوريس، سواء كانوا يعملون بشكل منفصل أو بالتعاون، بفك رموز هذه النقوش، مما أدى في النهاية إلى القدرة على قراءتها بالكامل.
مهدت ترجمة الأقسام الفارسية القديمة من نقش بيستون الطريق إلى القدرة اللاحقة على فك رموز الأجزاء العيلامية والبابلية من النص، والتي عززت كثيرًا تطور علم الآشوريات الحديث.

## معرض صور

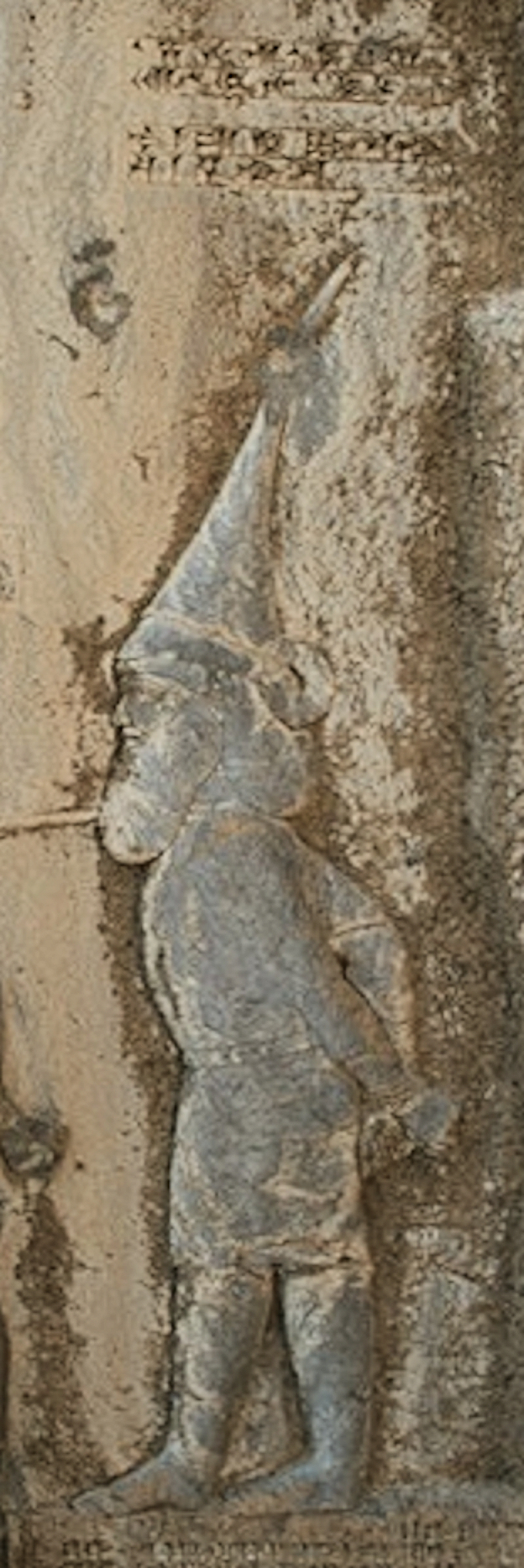
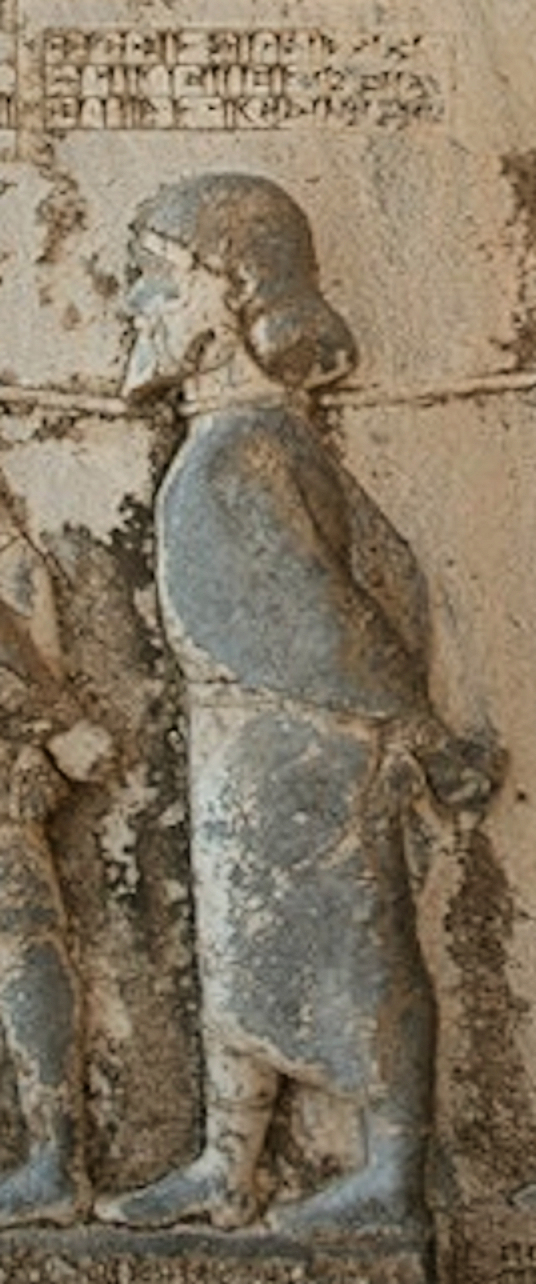
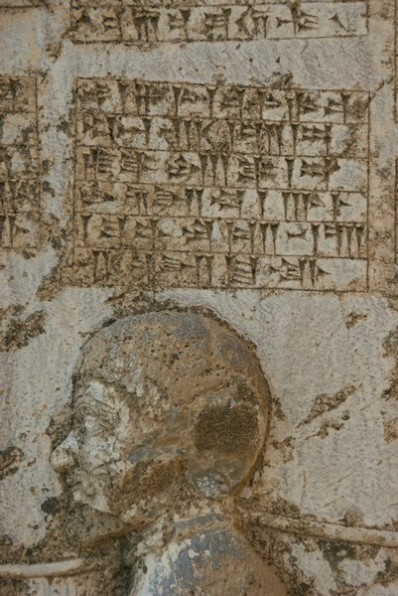
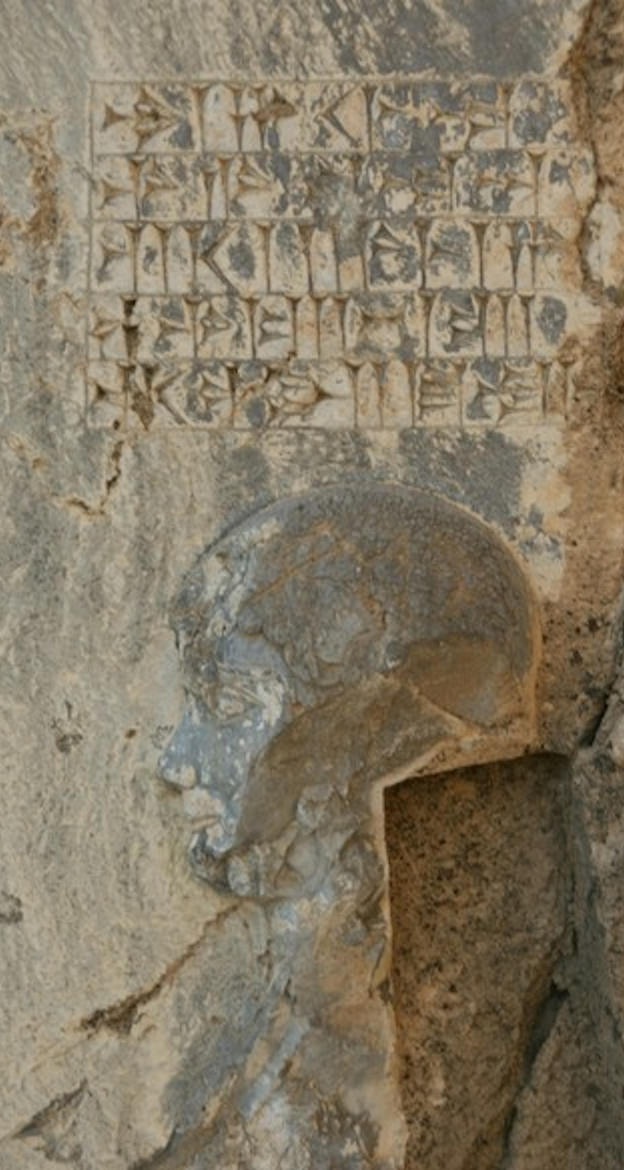
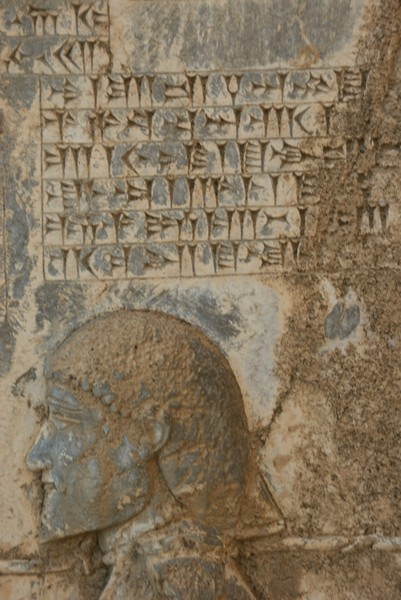
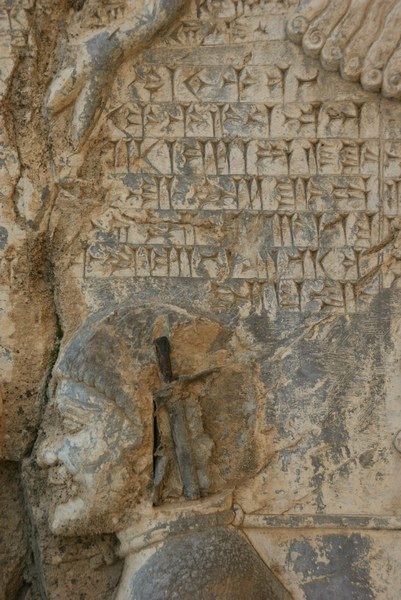